# Универсальный инструмент
Универса́льный инструме́нт — переносной астрономический прибор, дающий возможность измерить высоту светила над горизонтом и его азимут; состоит из горизонтальных и вертикальных кругов, заменяет теодолит, меридиональный круг и др. Иногда универсальный инструмент называется альтазимутом.

## Описание
Существенную часть инструмента составляют два круга, на которых нанесены деления. Один из них расположен горизонтально; с помощью уровня можно каждый раз при наблюдениях выверять его положение. В центре этого круга скреплена с ним вертикальная ось вращения инструмента, к которой и приделан второй круг, расположенный вертикально. Труба насаживается на горизонтальную ось, проходящую через центр второго круга. Углы на деленных кругах (азимуты на горизонтальном круге, высоты на вертикальном) отсчитываются с помощью приделанных к кругам микроскопов (прежде употреблялись для этой цели верньеры). Иногда труба бывает «ломанная», — окулярная её половина служит в то же время горизонтальною осью вращения. В месте излома трубы помещается призма, отбрасывающая лучи света от объектива. Окуляр при таком приспособлении, приходясь на конце горизонтальной оси, не меняет своего положения в зависимости от высоты светила на небе, что очень удобно для наблюдателя.
Если разделён точно на части только один горизонтальный круг, то инструмент называется теодолитом; такие инструменты употребляются преимущественно при триангуляциях и других геодезических операциях, где нужно измерять исключительно горизонтальные углы; если, наоборот, горизонтальный круг разделён на части грубее, и инструмент служит только для измерения высот, то он носит название вертикального круга.